# Copa Mundial de Fútbol Sub-20 de 2005
La Copa Mundial Sub-20 de la FIFA Países Bajos 2005 (en inglés: FIFA World Youth Championship Netherlands 2005) fue la XV edición de la Copa Mundial de Fútbol Sub-20, disputada entre el 10 de junio y el 2 de julio de 2005.
Liderada por el joven delantero Lionel Messi, la selección de Argentina se coronó campeona de este torneo, alcanzando el pentacampeonato mundial a nivel juvenil.

## Sedes
| Países Bajos          | Países Bajos                                       | Países Bajos                                       | Países Bajos        |
| Doetinchem            | Doetinchem Emmen Enschede Kerkrade Tilburg Utrecht | Doetinchem Emmen Enschede Kerkrade Tilburg Utrecht | Emmen               |
| --------------------- | -------------------------------------------------- | -------------------------------------------------- | ------------------- |
| Stadion De Vijverberg | Doetinchem Emmen Enschede Kerkrade Tilburg Utrecht | Doetinchem Emmen Enschede Kerkrade Tilburg Utrecht | Univé Stadion       |
| Capacidad: 12 600     | Doetinchem Emmen Enschede Kerkrade Tilburg Utrecht | Doetinchem Emmen Enschede Kerkrade Tilburg Utrecht | Capacidad: 8 600    |
|                       | Doetinchem Emmen Enschede Kerkrade Tilburg Utrecht | Doetinchem Emmen Enschede Kerkrade Tilburg Utrecht |                     |
| Enschede              | Kerkrade                                           | Tilburg                                            | Utrecht             |
| Arke Stadion          | Parkstad Limburg Stadion                           | Willem II Stadion                                  | Stadion Galgenwaard |
| Capacidad: 24 250     | Capacidad: 19 979                                  | Capacidad: 14 637                                  | Capacidad: 24 500   |
|                       |                                                    |                                                    |                     |

## Equipos participantes
En este campeonato participaron un total de 24 equipos, de los cuales 23 tuvieron que pasar una fase eliminatoria con equipos de sus respectivas confederaciones. Los Países Bajos tenían el derecho a jugarlo por ser el organizador.
En cursiva los países debutantes en la Copa Mundial Sub-20
| Clasificatorias | Clasificatorias | Clasificatorias | Clasificatorias | Clasificatorias | Clasificatorias |
| --------------- | --------------- | --------------- | --------------- | --------------- | --------------- |
| CAF             | AFC             | UEFA            | Concacaf        | OFC             | Conmebol        |

| Equipos participantes | Equipos participantes | Equipos participantes | Equipos participantes |
| --------------------- | --------------------- | --------------------- | --------------------- |
| Alemania              | Chile                 | Estados Unidos        | Países Bajos          |
| Argentina             | China                 | Honduras              | Panamá                |
| Australia             | Colombia              | Italia                | Siria                 |
| Benín                 | Corea del Sur         | Japón                 | Suiza                 |
| Brasil                | Egipto                | Marruecos             | Turquía               |
| Canadá                | España                | Nigeria               | Ucrania               |

## Resultados
- Los horarios corresponden a la hora de los Países Bajos  (UTC+1)

### Primera fase
Los 24 equipos clasificados a primera rondan se dividen en 6 grupos de 4 equipos cada uno. Luego de una liguilla simple, pasan a segunda ronda directamente el primer y el segundo puesto de cada grupo, más los cuatro mejores terceros entre los seis grupos.

#### Grupo A
| Equipo       | Pts | PJ | PG | PE | PP | GF | GC | Dif |
| ------------ | --- | -- | -- | -- | -- | -- | -- | --- |
| Países Bajos | 9   | 3  | 3  | 0  | 0  | 6  | 1  | +5  |
| Japón        | 2   | 3  | 0  | 2  | 1  | 3  | 4  | -1  |
| Benín        | 2   | 3  | 0  | 2  | 1  | 2  | 3  | -1  |
| Australia    | 2   | 3  | 0  | 2  | 1  | 2  | 5  | -3  |

| 10 de junio de 2005, 16:00 | Benín          | 1:1 (1:0) | Australia | Estadio Parkstad Limburg, Kerkrade                               |                                                                  |
|                            | Omotoyossi 32' | Reporte   | Ward 59'  | Asistencia: 4.500 espectadores Árbitro(s): Luis Medina Cantalejo | Asistencia: 4.500 espectadores Árbitro(s): Luis Medina Cantalejo |

| 10 de junio de 2005, 20:00 | Países Bajos           | 2:1 (2:0) | Japón        | Estadio Parkstad Limburg, Kerkrade                                |                                                                   |
|                            | Afellay 7' · Babel 18' | Reporte   | Hirayama 68' | Asistencia: 19.500 espectadores Árbitro(s): Oscar Ruiz (Colombia) | Asistencia: 19.500 espectadores Árbitro(s): Oscar Ruiz (Colombia) |

| 15 de junio de 2005, 17:30 | Japón      | 1:1 (0:1) | Benín     | Estadio Parkstad Limburg, Kerkrade                                      |                                                                         |
|                            | Mizuno 65' | Reporte   | Maiga 37' | Asistencia: 12.500 espectadores Árbitro(s): Claus Bo Larsen (Dinamarca) | Asistencia: 12.500 espectadores Árbitro(s): Claus Bo Larsen (Dinamarca) |

| 15 de junio de 2005, 20:30 | Australia | 0:3 (0:1) | Países Bajos                            | Estadio Parkstad Limburg, Kerkrade                                         |                                                                            |
|                            |           | Reporte   | Maduro 20' · Emanuelson 46' · Kruys 74' | Asistencia: 19.500 espectadores Árbitro(s): Jong Chul Kwon (Corea del Sur) | Asistencia: 19.500 espectadores Árbitro(s): Jong Chul Kwon (Corea del Sur) |

| 18 de junio de 2005, 16:00 | Japón     | 1:1 (0:0) | Australia    | Estadio Parkstad Limburg, Kerkrade                               |                                                                  |
|                            | Maeda 87' | Reporte   | Townsend 75' | Asistencia: 2.000 espectadores Árbitro(s): Terje Hauge (Noruega) | Asistencia: 2.000 espectadores Árbitro(s): Terje Hauge (Noruega) |

| 18 de junio de 2005, 18:00 | Países Bajos | 1:0 (1:0) | Benín | Estadio Willem II, Tilburg                                                    |                                                                               |
|                            | Maduro 45+2' | Reporte   |       | Asistencia: 13.700 espectadores Árbitro(s): Khalil Al Ghamdi (Arabia Saudita) | Asistencia: 13.700 espectadores Árbitro(s): Khalil Al Ghamdi (Arabia Saudita) |

#### Grupo B
| Equipo  | Pts | PJ | PG | PE | PP | GF | GC | Dif |
| ------- | --- | -- | -- | -- | -- | -- | -- | --- |
| China   | 9   | 3  | 3  | 0  | 0  | 9  | 4  | +5  |
| Ucrania | 4   | 3  | 1  | 1  | 1  | 7  | 6  | +1  |
| Turquía | 4   | 3  | 1  | 1  | 1  | 4  | 4  | 0   |
| Panamá  | 0   | 3  | 0  | 0  | 3  | 2  | 8  | -6  |

| 11 de junio de 2005, 17:30 | Turquía   | 1:2 (0:1) | China                | Estadio Galgenwaard, Utrecht                                              |                                                                           |
|                            | Gulec 84' | Reporte   | Tan 22' · Zhao 90+5' | Asistencia: 10.000 espectadores Árbitro(s): Eric Braamhaar (Países Bajos) | Asistencia: 10.000 espectadores Árbitro(s): Eric Braamhaar (Países Bajos) |

| 11 de junio de 2005, 20:30 | Ucrania                      | 3:1 (3:1) | Panamá       | Estadio Galgenwaard, Utrecht                                                 |                                                                              |
|                            | Aliyev 20' 22' · Feschuk 32' | Reporte   | Arzhanov 26' | Asistencia: 2.500 espectadores Árbitro(s): Khalil Al Ghamdi (Arabia Saudita) | Asistencia: 2.500 espectadores Árbitro(s): Khalil Al Ghamdi (Arabia Saudita) |

| 14 de junio de 2005, 17:30 | China                        | 3:2 (1:1) | Ucrania                  | Estadio Galgenwaard, Utrecht                                             |                                                                          |
|                            | Zhu 31' · Chen 66' · Cui 75' | Reporte   | Vorobei 19' · Aliyev 70' | Asistencia: 2.300 espectadores Árbitro(s): Rodolfo Sibrián (El Salvador) | Asistencia: 2.300 espectadores Árbitro(s): Rodolfo Sibrián (El Salvador) |

| 14 de junio de 2005, 20:30 | Panamá | 0:1 (0:1) | Turquía   | Estadio Galgenwaard, Utrecht                                         |                                                                      |
|                            |        | Reporte   | Gulec 24' | Asistencia: 6.100 espectadores Árbitro(s): Jorge Larrionda (Uruguay) | Asistencia: 6.100 espectadores Árbitro(s): Jorge Larrionda (Uruguay) |

| 17 de junio de 2005, 20:30 | Turquía       | 2:2 (1:2) | Ucrania        | Estadio De Vijverberg, Doetinchem                                         |                                                                           |
|                            | Ozturk 8' 53' | Reporte   | Aliyev 5', 19' | Asistencia: 9.500 espectadores Árbitro(s): Luis Medina Cantalejo (España) | Asistencia: 9.500 espectadores Árbitro(s): Luis Medina Cantalejo (España) |

| 17 de junio de 2005, 20:30 | China                                | 4:1 (2:1) | Panamá      | Estadio Galgenwaard, Utrecht                                           |                                                                        |
|                            | Zhou 6' · Gao 40' · Hao 51' · Lu 78' | Reporte   | Venegas 37' | Asistencia: 4.000 espectadores Árbitro(s): Essam Abd El Fatah (Egipto) | Asistencia: 4.000 espectadores Árbitro(s): Essam Abd El Fatah (Egipto) |

#### Grupo C
| Equipo    | Pts | PJ | PG | PE | PP | GF | GC | Dif |
| --------- | --- | -- | -- | -- | -- | -- | -- | --- |
| España    | 9   | 3  | 3  | 0  | 0  | 13 | 1  | +12 |
| Marruecos | 6   | 3  | 2  | 0  | 1  | 7  | 3  | +4  |
| Chile     | 3   | 3  | 1  | 0  | 2  | 7  | 8  | -1  |
| Honduras  | 0   | 3  | 0  | 0  | 3  | 0  | 15 | -15 |

| 11 de junio de 2005, 17:30 | España                                  | 3:1 (1:0) | Marruecos     | Estadio De Vijverberg, Doetinchem                          |                                                            |
|                            | Llorente 28' · Molinero 51' · Silva 71' | Reporte   | Doulyazal 84' | Asistencia: 9.863 espectadores Árbitro(s): Jorge Larrionda | Asistencia: 9.863 espectadores Árbitro(s): Jorge Larrionda |

| 11 de junio de 2005, 20:30 | Honduras | 0:7 (0:2) | Chile                                                                          | Estadio De Vijverberg, Doetinchem                                  |                                                                    |
|                            |          | Reporte   | Parada 11', 71' · Fuenzalida 30', 53' · Fernández 67' · Jara 69' · Morales 77' | Asistencia: 6.800 espectadores Árbitro(s): Massimo Busacca (Suiza) | Asistencia: 6.800 espectadores Árbitro(s): Massimo Busacca (Suiza) |

| 14 de junio de 2005, 17:30 | Marruecos                                                   | 5:0 (2:0) | Honduras | Estadio De Vijverberg, Doetinchem                                            |                                                                              |
|                            | Iajour 31', 43' · Bendamou 55' · Benjelloun 81' · Chihi 90' | Reporte   |          | Asistencia: 5.985 espectadores Árbitro(s): Khalil Al Ghamdi (Arabia Saudita) | Asistencia: 5.985 espectadores Árbitro(s): Khalil Al Ghamdi (Arabia Saudita) |

| 14 de junio de 2005, 20:30 | Chile | 0:7 (0:1) | España                                                    | Estadio De Vijverberg, Doetinchem                                    |                                                                      |
|                            |       | Reporte   | Llorente 8', 62', 78', 81' · Robusté 51' · Silva 71', 85' | Asistencia: 6.600 espectadores Árbitro(s): Benito Archundia (México) | Asistencia: 6.600 espectadores Árbitro(s): Benito Archundia (México) |

| 17 de junio de 2005, 17:30 | España                           | 3:0 (2:0) | Honduras | Estadio De Vijverberg, Doetinchem                               |                                                                 |
|                            | Jona 5' · Silva 38' · Víctor 67' | Reporte   |          | Asistencia: 3.000 espectadores Árbitro(s): Coffi Codjia (Benín) | Asistencia: 3.000 espectadores Árbitro(s): Coffi Codjia (Benín) |

| 17 de junio de 2005, 17:30 | Marruecos      | 1:0 (1:0) | Chile | Estadio Galgenwaard, Utrecht                                        |                                                                     |
|                            | Bendamou 45+2' | Reporte   |       | Asistencia: 11.000 espectadores Árbitro(s): Mark Shield (Australia) | Asistencia: 11.000 espectadores Árbitro(s): Mark Shield (Australia) |

#### Grupo D
| Equipo         | Pts | PJ | PG | PE | PP | GF | GC | Dif |
| -------------- | --- | -- | -- | -- | -- | -- | -- | --- |
| Estados Unidos | 7   | 3  | 2  | 1  | 0  | 2  | 0  | +2  |
| Argentina      | 6   | 3  | 2  | 0  | 1  | 3  | 1  | +2  |
| Alemania       | 4   | 3  | 1  | 1  | 1  | 2  | 1  | +1  |
| Egipto         | 0   | 3  | 0  | 0  | 3  | 0  | 5  | -5  |

| 11 de junio de 2005, 17:30 | Argentina | 0:1 (0:1) | Estados Unidos | Estadio Arke, Enschede                                            |                                                                   |
|                            |           | Reporte   | Barrett 39'    | Asistencia: 10.500 espectadores Árbitro(s): Terje Hauge (Noruega) | Asistencia: 10.500 espectadores Árbitro(s): Terje Hauge (Noruega) |

| 11 de junio de 2005, 20:30 | Alemania                | 2:0 (0:0) | Egipto | Estadio Arke, Enschede                                                    |                                                                           |
|                            | Adler 75' · Matip 90+2' | Reporte   |        | Asistencia: 10.500 espectadores Árbitro(s): Rodolfo Sibrián (El Salvador) | Asistencia: 10.500 espectadores Árbitro(s): Rodolfo Sibrián (El Salvador) |

| 14 de junio de 2005, 17:30 | Egipto | 0:2 (0:0) | Argentina                  | Estadio Arke, Enschede                                             |                                                                    |
|                            |        | Reporte   | Messi 47' · Zabaleta 90+1' | Asistencia: 8.500 espectadores Árbitro(s): Massimo Busacca (Suiza) | Asistencia: 8.500 espectadores Árbitro(s): Massimo Busacca (Suiza) |

| 14 de junio de 2005, 20:30 | Estados Unidos | 0:0     | Alemania | Estadio Arke, Enschede                                            |                                                                   |
|                            |                | Reporte |          | Asistencia: 10.350 espectadores Árbitro(s): Óscar Ruiz (Colombia) | Asistencia: 10.350 espectadores Árbitro(s): Óscar Ruiz (Colombia) |

| 18 de junio de 2005, 13:30 | Argentina   | 1:0 (1:0) | Alemania | Estadio Univé, Emmen                                                 |                                                                      |
|                            | Cardozo 43' | Reporte   |          | Asistencia: 8.800 espectadores Árbitro(s): Benito Archundia (México) | Asistencia: 8.800 espectadores Árbitro(s): Benito Archundia (México) |

| 18 de junio de 2005, 13:30 | Estados Unidos | 1:0 (0:0) | Egipto | Estadio Arke, Enschede                                                    |                                                                           |
|                            | Peterson 56'   | Reporte   |        | Asistencia: 7.600 espectadores Árbitro(s): Jong Chul Kwon (Corea del Sur) | Asistencia: 7.600 espectadores Árbitro(s): Jong Chul Kwon (Corea del Sur) |

#### Grupo E
| Equipo   | Pts | PJ | PG | PE | PP | GF | GC | Dif |
| -------- | --- | -- | -- | -- | -- | -- | -- | --- |
| Colombia | 9   | 3  | 3  | 0  | 0  | 6  | 0  | +6  |
| Siria    | 4   | 3  | 1  | 1  | 1  | 3  | 4  | -1  |
| Italia   | 3   | 3  | 1  | 0  | 2  | 5  | 5  | 0   |
| Canadá   | 1   | 3  | 0  | 1  | 2  | 2  | 7  | -5  |

| 12 de junio de 2005, 17:30 | Colombia                    | 2:0 (0:0) | Italia | Estadio Willem II, Tilburg                                         |                                                                    |
|                            | Rentería 76' · Guarín 90+3' | Reporte   |        | Asistencia: 7.000 espectadores Árbitro(s): Mark Shield (Australia) | Asistencia: 7.000 espectadores Árbitro(s): Mark Shield (Australia) |

| 12 de junio de 2005, 20:30 | Siria     | 1:1 (1:1) | Canadá     | Estadio Willem II, Tilburg                                             |                                                                        |
|                            | Al Haj 2' | Reporte   | Peters 31' | Asistencia: 3.500 espectadores Árbitro(s): Claus Bo Larsen (Dinamarca) | Asistencia: 3.500 espectadores Árbitro(s): Claus Bo Larsen (Dinamarca) |

| 15 de junio de 2005, 17:30 | Canadá | 0:2 (0:0) | Colombia                | Estadio Willem II, Tilburg                                             |                                                                        |
|                            |        | Reporte   | Falcao 81' · Guarín 88' | Asistencia: 6.500 espectadores Árbitro(s): Essam Abd El Fatah (Egipto) | Asistencia: 6.500 espectadores Árbitro(s): Essam Abd El Fatah (Egipto) |

| 15 de junio de 2005, 20:30 | Italia   | 1:2 (0:1) | Siria                        | Estadio Willem II, Tilburg                                              |                                                                         |
|                            | Coda 73' | Reporte   | Alhousain 37' · Al Hamwi 69' | Asistencia: 2.500 espectadores Árbitro(s): Horacio Elizondo (Argentina) | Asistencia: 2.500 espectadores Árbitro(s): Horacio Elizondo (Argentina) |

| 18 de junio de 2005, 13:30 | Italia                                         | 4:1 (1:0) | Canadá      | Estadio Parkstad Limburg, Kerkrade                                   |                                                                      |
|                            | Pellè 23', 68' · Galloppa 47' · de Martino 90' | Reporte   | de Jong 49' | Asistencia: 2.000 espectadores Árbitro(s): Jorge Larrionda (Uruguay) | Asistencia: 2.000 espectadores Árbitro(s): Jorge Larrionda (Uruguay) |

| 18 de junio de 2005, 13:30 | Colombia                     | 2:0 (0:0) | Siria | Estadio Willem II, Tilburg                                          |                                                                     |
|                            | Rodallega 62' · Falcao 90+1' | Reporte   |       | Asistencia: 11.000 espectadores Árbitro(s): Massimo Busacca (Suiza) | Asistencia: 11.000 espectadores Árbitro(s): Massimo Busacca (Suiza) |

#### Grupo F
| Equipo        | Pts | PJ | PG | PE | PP | GF | GC | Dif |
| ------------- | --- | -- | -- | -- | -- | -- | -- | --- |
| Brasil        | 7   | 3  | 2  | 1  | 0  | 3  | 0  | +3  |
| Nigeria       | 4   | 3  | 1  | 1  | 1  | 4  | 2  | +2  |
| Corea del Sur | 3   | 3  | 1  | 0  | 2  | 3  | 5  | -2  |
| Suiza         | 3   | 3  | 1  | 0  | 2  | 2  | 5  | -3  |

| 12 de junio de 2005, 17:30 | Brasil | 0:0     | Nigeria | Estadio Univé, Emmen                                                      |                                                                           |
|                            |        | Reporte |         | Asistencia: 8.500 espectadores Árbitro(s): Luis Medina Cantalejo (España) | Asistencia: 8.500 espectadores Árbitro(s): Luis Medina Cantalejo (España) |

| 12 de junio de 2005, 20:30 | Corea del Sur | 1:2 (1:2) | Suiza                      | Estadio Univé, Emmen                                            |                                                                 |
|                            | Shin 25'      | Reporte   | Antic 28' · Vonlanthen 33' | Asistencia: 8.000 espectadores Árbitro(s): Coffi Codjia (Benín) | Asistencia: 8.000 espectadores Árbitro(s): Coffi Codjia (Benín) |

| 15 de junio de 2005, 17:30 | Suiza | 0:1 (0:1) | Brasil        | Estadio Univé, Emmen                                               |                                                                    |
|                            |       | Reporte   | Gladstone 14' | Asistencia: 8.200 espectadores Árbitro(s): Mark Shield (Australia) | Asistencia: 8.200 espectadores Árbitro(s): Mark Shield (Australia) |

| 15 de junio de 2005, 20:30 | Nigeria  | 1:2 (1:0) | Corea del Sur         | Estadio Univé, Emmen                                             |                                                                  |
|                            | Abwo 18' | Reporte   | Park 89' · Baek 90+2' | Asistencia: 8.500 espectadores Árbitro(s): Terje Hauge (Noruega) | Asistencia: 8.500 espectadores Árbitro(s): Terje Hauge (Noruega) |

| 18 de junio de 2005, 16:00 | Brasil                | 2:0 (1:0) | Corea del Sur | Estadio Univé, Emmen                                                   |                                                                        |
|                            | Renato 9' · Sóbis 57' | Reporte   |               | Asistencia: 8.600 espectadores Árbitro(s): Claus Bo Larsen (Dinamarca) | Asistencia: 8.600 espectadores Árbitro(s): Claus Bo Larsen (Dinamarca) |

| 18 de junio de 2005, 16:00 | Nigeria                            | 3:0 (0:0) | Suiza | Estadio Arke, Enschede                                           |                                                                  |
|                            | Ogbuke 49' · Mikel 59' · Isaac 85' | Reporte   |       | Asistencia: 8.000 espectadores Árbitro(s): Óscar Ruiz (Colombia) | Asistencia: 8.000 espectadores Árbitro(s): Óscar Ruiz (Colombia) |

#### Mejores terceros puestos
Los cuatro mejores de los terceros puestos avanzan a la segunda ronda.
| Equipo        | Gr | Pts | PJ | PG | PE | PP | GF | GC | Dif |
| ------------- | -- | --- | -- | -- | -- | -- | -- | -- | --- |
| Alemania      | D  | 4   | 3  | 1  | 1  | 1  | 2  | 1  | 1   |
| Turquía       | B  | 4   | 3  | 1  | 1  | 1  | 4  | 4  | 0   |
| Italia        | E  | 3   | 3  | 1  | 0  | 2  | 5  | 5  | 0   |
| Chile         | C  | 3   | 3  | 1  | 0  | 2  | 7  | 8  | -1  |
| Corea del Sur | F  | 3   | 3  | 1  | 0  | 2  | 3  | 5  | -2  |
| Benín         | A  | 2   | 3  | 0  | 2  | 1  | 2  | 3  | -1  |

Los emparejamientos de los octavos de final fueron definidos de la siguiente manera:
- Partido 1: 1.° del grupo B v 3.° del grupo A/C/D
- Partido 2: 1.° del grupo F v 2.° del grupo E
- Partido 3: 1.° del grupo E v 2.° del grupo D
- Partido 4: 1.° del grupo C v 3.° del grupo A/B/F
- Partido 5: 2.° del grupo A v 2.° del grupo C
- Partido 6: 1.° del grupo D v 3.° del grupo B/E/F
- Partido 7: 2.° del grupo B v 2.° del grupo F
- Partido 8: 1.° del grupo A v 3.° del grupo C/D/E

Los emparejamientos de los partidos 1, 4, 6 y 8 dependen de quienes sean los terceros lugares que se clasifiquen a los octavos de final. La siguiente tabla muestra las diferentes opciones para definir a los rivales de los ganadores de los grupos A, B, C y D.
     – Combinación que se dio en esta edición.
| Si los 4 mejores terceros son de los grupos: | El 1.° del grupo A juega con: | El 1.° del grupo B juega con: | El 1.° del grupo C juega con: | El 1.° del grupo D juega con: |
| -------------------------------------------- | ----------------------------- | ----------------------------- | ----------------------------- | ----------------------------- |
| A, B, C y D                                  | 3.° del grupo C               | 3.° del grupo D               | 3.° del grupo A               | 3.° del grupo B               |
| A, B, C y E                                  | 3.° del grupo C               | 3.° del grupo A               | 3.° del grupo B               | 3.° del grupo E               |
| A, B, C y F                                  | 3.° del grupo C               | 3.° del grupo A               | 3.° del grupo B               | 3.° del grupo F               |
| A, B, D y E                                  | 3.° del grupo D               | 3.° del grupo A               | 3.° del grupo B               | 3.° del grupo E               |
| A, B, D y F                                  | 3.° del grupo D               | 3.° del grupo A               | 3.° del grupo B               | 3.° del grupo F               |
| A, B, E y F                                  | 3.° del grupo E               | 3.° del grupo A               | 3.° del grupo B               | 3.° del grupo F               |
| A, C, D y E                                  | 3.° del grupo C               | 3.° del grupo D               | 3.° del grupo A               | 3.° del grupo E               |
| A, C, D y F                                  | 3.° del grupo C               | 3.° del grupo D               | 3.° del grupo A               | 3.° del grupo F               |
| A, C, E y F                                  | 3.° del grupo C               | 3.° del grupo A               | 3.° del grupo F               | 3.° del grupo E               |
| A, D, E y F                                  | 3.° del grupo D               | 3.° del grupo A               | 3.° del grupo F               | 3.° del grupo E               |
| B, C, D y E                                  | 3.° del grupo C               | 3.° del grupo D               | 3.° del grupo B               | 3.° del grupo E               |
| B, C, D y F                                  | 3.° del grupo C               | 3.° del grupo D               | 3.° del grupo B               | 3.° del grupo F               |
| B, C, E y F                                  | 3.° del grupo E               | 3.° del grupo C               | 3.° del grupo B               | 3.° del grupo F               |
| B, D, E y F                                  | 3.° del grupo E               | 3.° del grupo D               | 3.° del grupo B               | 3.° del grupo F               |
| C, D, E y F                                  | 3.° del grupo C               | 3.° del grupo D               | 3.° del grupo F               | 3.° del grupo E               |

### Segunda fase

#### Cuadro de desarrollo
|  | Octavos de final         | Octavos de final       |                        |       | Cuartos de final             | Cuartos de final             |                      |                      | Semifinales | Semifinales |  |  | Final | Final |
|  |                          |                        |                        |       |                              |                              |                      |                      |             |             |  |  |       |       |
|  | 21 de junio - Tilburg    |                        |                        |       |                              |                              |                      |                      |             |             |  |  |       |       |
|  |                          |                        |                        |       |                              |                              |                      |                      |             |             |  |  |       |       |
|  | China                    | 2                      |                        |       |                              |                              |                      |                      |             |             |  |  |       |       |
|  | China                    | 2                      | 24 de junio - Utrecht  |       |                              |                              |                      |                      |             |             |  |  |       |       |
|  | Alemania                 | 3                      |                        |       |                              |                              |                      |                      |             |             |  |  |       |       |
|  | Alemania                 | 3                      | Alemania               | 1     |                              |                              |                      |                      |             |             |  |  |       |       |
|  | 21 de junio - Tilburg    |                        | Alemania               | 1     |                              |                              |                      |                      |             |             |  |  |       |       |
|  |                          | Brasil (t.s.)          | 2                      |       |                              |                              |                      |                      |             |             |  |  |       |       |
|  | Brasil                   | Brasil (t.s.)          | 2                      | 1     |                              |                              |                      |                      |             |             |  |  |       |       |
|  | Brasil                   |                        | 28 de junio - Utrecht  | 1     |                              |                              |                      |                      |             |             |  |  |       |       |
|  | Siria                    | 0                      |                        |       |                              |                              |                      |                      |             |             |  |  |       |       |
|  | Siria                    | 0                      | Brasil                 | 1     |                              |                              |                      |                      |             |             |  |  |       |       |
|  | 22 de junio - Emmen      |                        | Brasil                 | 1     |                              |                              |                      |                      |             |             |  |  |       |       |
|  |                          | Argentina              | 2                      |       |                              |                              |                      |                      |             |             |  |  |       |       |
|  | Colombia                 | Argentina              | 2                      | 1     |                              |                              |                      |                      |             |             |  |  |       |       |
|  | Colombia                 | 25 de junio - Enschede |                        | 1     |                              |                              |                      |                      |             |             |  |  |       |       |
|  | Argentina                | 2                      |                        |       |                              |                              |                      |                      |             |             |  |  |       |       |
|  | Argentina                | 2                      | Argentina              | 3     |                              |                              |                      |                      |             |             |  |  |       |       |
|  | 22 de junio - Emmen      |                        | Argentina              | 3     |                              |                              |                      |                      |             |             |  |  |       |       |
|  |                          | España                 | 1                      |       |                              |                              |                      |                      |             |             |  |  |       |       |
|  | España                   | España                 | 1                      | 3     |                              |                              |                      |                      |             |             |  |  |       |       |
|  | España                   |                        | 2 de julio - Utrecht   | 3     |                              |                              |                      |                      |             |             |  |  |       |       |
|  | Turquía                  | 0                      |                        |       |                              |                              |                      |                      |             |             |  |  |       |       |
|  | Turquía                  | 0                      | Argentina              | 2     |                              |                              |                      |                      |             |             |  |  |       |       |
|  | 21 de junio - Enschede   |                        | Argentina              | 2     |                              |                              |                      |                      |             |             |  |  |       |       |
|  |                          | Nigeria                | 1                      |       |                              |                              |                      |                      |             |             |  |  |       |       |
|  | Marruecos                | Nigeria                | 1                      | 1     |                              |                              |                      |                      |             |             |  |  |       |       |
|  | Marruecos                | 24 de junio - Kerkrade |                        | 1     |                              |                              |                      |                      |             |             |  |  |       |       |
|  | Japón                    | 0                      |                        |       |                              |                              |                      |                      |             |             |  |  |       |       |
|  | Japón                    | 0                      | Marruecos (p.)         | 2 (4) |                              |                              |                      |                      |             |             |  |  |       |       |
|  | 21 de junio - Enschede   |                        | Marruecos (p.)         | 2 (4) |                              |                              |                      |                      |             |             |  |  |       |       |
|  |                          | Italia                 | 2 (2)                  |       |                              |                              |                      |                      |             |             |  |  |       |       |
|  | Estados Unidos           | Italia                 | 2 (2)                  | 1     |                              |                              |                      |                      |             |             |  |  |       |       |
|  | Estados Unidos           |                        | 28 de junio - Kerkrade | 1     |                              |                              |                      |                      |             |             |  |  |       |       |
|  | Italia                   | 3                      |                        |       |                              |                              |                      |                      |             |             |  |  |       |       |
|  | Italia                   | 3                      | Marruecos              | 0     |                              |                              |                      |                      |             |             |  |  |       |       |
|  | 22 de junio - Doetinchem |                        | Marruecos              | 0     |                              |                              |                      |                      |             |             |  |  |       |       |
|  |                          | Nigeria                | 3                      |       | Partido por el tercer puesto | Partido por el tercer puesto |                      |                      |             |             |  |  |       |       |
|  | Nigeria                  | Nigeria                | 3                      | 1     | Partido por el tercer puesto | Partido por el tercer puesto |                      |                      |             |             |  |  |       |       |
|  | Nigeria                  | 25 de junio - Tilburg  | 25 de junio - Tilburg  | 1     |                              |                              | 2 de julio - Utrecht | 2 de julio - Utrecht |             |             |  |  |       |       |
|  | Ucrania                  | 25 de junio - Tilburg  | 25 de junio - Tilburg  | 0     |                              |                              | 2 de julio - Utrecht | 2 de julio - Utrecht |             |             |  |  |       |       |
|  | Ucrania                  | Nigeria (p.)           | 1 (10)                 | 0     | Brasil                       | 2                            |                      |                      |             |             |  |  |       |       |
|  | 22 de junio - Doetinchem | Nigeria (p.)           | 1 (10)                 |       | Brasil                       | 2                            |                      |                      |             |             |  |  |       |       |
|  |                          | Países Bajos           | 1 (9)                  |       | Marruecos                    | 1                            |                      |                      |             |             |  |  |       |       |
|  | Países Bajos             | Países Bajos           | 1 (9)                  | 3     | Marruecos                    | 1                            |                      |                      |             |             |  |  |       |       |
|  | Países Bajos             |                        |                        | 3     |                              |                              |                      |                      |             |             |  |  |       |       |
|  | Chile                    | 0                      |                        |       |                              |                              |                      |                      |             |             |  |  |       |       |
|  | Chile                    | 0                      |                        |       |                              |                              |                      |                      |             |             |  |  |       |       |

#### Octavos de final
| 21 de junio de 2005, 17:30 | Estados Unidos | 1:3 (1:0) | Italia                                  | Estadio Arke, Enschede                                        |                                                               |
|                            | Freeman 44'    | Reporte   | Galloppa 54' · Pellè 62' · Kljestan 75' | Asistencia: 7.000 espectadores Árbitro(s): Essam Abd el Fatah | Asistencia: 7.000 espectadores Árbitro(s): Essam Abd el Fatah |

| 21 de junio de 2005, 17:30 | China       | 2:3 (2:2) | Alemania                           | Estadio Willem II, Tilburg                                  |                                                             |
|                            | Chen 4' 20' | Reporte   | Gentner 5' · Adler 30' · Matip 89' | Asistencia: 9.000 espectadores Árbitro(s): Horacio Elizondo | Asistencia: 9.000 espectadores Árbitro(s): Horacio Elizondo |

| 21 de junio de 2005, 20:30 | Marruecos    | 1:0 (0:0) | Japón | Estadio Arke, Enschede                                      |                                                             |
|                            | Iajour 90+2' | Reporte   |       | Asistencia: 11.800 espectadores Árbitro(s): Massimo Busacca | Asistencia: 11.800 espectadores Árbitro(s): Massimo Busacca |

| 21 de junio de 2005, 20:30 | Brasil      | 1:0 (1:0) | Siria | Estadio Willem II, Tilburg                                   |                                                              |
|                            | Rafinha 43' | Reporte   |       | Asistencia: 11.000 espectadores Árbitro(s): Benito Archundia | Asistencia: 11.000 espectadores Árbitro(s): Benito Archundia |

| 22 de junio de 2005, 17:30 | Nigeria   | 1:0 (0:0) | Ucrania | Estadio De Vijverberg, Doetinchem                         |                                                           |
|                            | Taiwo 80' | Reporte   |         | Asistencia: 9.600 espectadores Árbitro(s): Jong Chul Kwon | Asistencia: 9.600 espectadores Árbitro(s): Jong Chul Kwon |

| 22 de junio de 2005, 17:30 | Colombia     | 1:2 (0:0) | Argentina                 | Estadio Univé, Emmen                                       |                                                            |
|                            | Otálvaro 52' | Reporte   | Messi 58' · Barroso 90+3' | Asistencia: 8.400 espectadores Árbitro(s): Claus Bo Larsen | Asistencia: 8.400 espectadores Árbitro(s): Claus Bo Larsen |

| 22 de junio de 2005, 20:30 | Países Bajos                           | 3:0 (1:0) | Chile | Estadio De Vijverberg, Doetinchem                           |                                                             |
|                            | Babel 3' · Owusu-Abeyie 73' · John 80' | Reporte   |       | Asistencia: 10.900 espectadores Árbitro(s): Rodolfo Sibrián | Asistencia: 10.900 espectadores Árbitro(s): Rodolfo Sibrián |

| 22 de junio de 2005, 20:30 | España                          | 3:0 (2:0) | Turquía | Estadio Univé, Emmen                                   |                                                        |
|                            | Juanfran 28', 36' · Robusté 69' | Reporte   |         | Asistencia: 8.400 espectadores Árbitro(s): Terje Hauge | Asistencia: 8.400 espectadores Árbitro(s): Terje Hauge |

#### Cuartos de final
| 24 de junio de 2005, 17:30 | Marruecos                                        | 2:2 (1:1, 1:0) (t. s.)(4:2 p.) | Italia                               | Estadio Parkstad Limburg, Kerkrade                         |                                                            |
|                            | El Zhar 26' · Battaglia 97'                      | Reporte                        | Canini 74' · Pellè 116'              | Asistencia: 20.000 espectadores Árbitro(s): Jong Chul Kwon | Asistencia: 20.000 espectadores Árbitro(s): Jong Chul Kwon |
|                            |                                                  | Tiros desde el punto penal     |                                      |                                                            |                                                            |
|                            | Rabeh · Doulyazal · Iajour · El-Amrani · El-Zhar |                                | Galloppa · Agnelli · Pellè · Carotti |                                                            |                                                            |

| 24 de junio de 2005, 20:30 | Alemania  | 1:2 (1:1, 0:0) (t. s.) | Brasil                      | Estadio Galgenwaard, Utrecht                            |                                                         |
|                            | Huber 68' | Reporte                | Tardelli 82' · Rafinha 104' | Asistencia: 10.000 espectadores Árbitro(s): Mark Shield | Asistencia: 10.000 espectadores Árbitro(s): Mark Shield |

| 25 de junio de 2005, 15:30 | Nigeria                                                                                                   | 1:1 (1:1, 1:0) (t. s.)(10:9 p.) | Países Bajos                                                                                              | Estadio Willem II, Tilburg                                   |                                                              |
|                            | Owoeri 1'                                                                                                 | Reporte                         | Vlaar 46'                                                                                                 | Asistencia: 19.500 espectadores Árbitro(s): Horacio Elizondo | Asistencia: 19.500 espectadores Árbitro(s): Horacio Elizondo |
|                            | | Tiros desde el punto penal      | |                                                              |                                                              |
|                            | Taiwo · Sambo · Adefemi · Atulewa · Promise · Adedeji · Mikel · Apam · Kaita · Adeleye · Vanzekin · Taiwo |                                 | John · Babel · Vlaar · Kruys · Maduro · Zuiverloon · Drost · Vincken · Otten · Tiendalli · Vermeer · John |                                                              |                                                              |

| 25 de junio de 2005, 20:30 | Argentina                              | 3:1 (1:1) | España      | Estadio Arke, Enschede                                       |                                                              |
|                            | Zabaleta 19' · Oberman 71' · Messi 73' | Reporte   | Zapater 32' | Asistencia: 11.200 espectadores Árbitro(s): Benito Archundia | Asistencia: 11.200 espectadores Árbitro(s): Benito Archundia |

#### Semifinales
| 28 de junio de 2005, 17:30 | Brasil     | 1:2 (0:1) | Argentina                 | Estadio Galgenwaard, Utrecht                                |                                                             |
|                            | Renato 75' | Reporte   | Messi 7' · Zabaleta 90+3' | Asistencia: 16.500 espectadores Árbitro(s): Massimo Busacca | Asistencia: 16.500 espectadores Árbitro(s): Massimo Busacca |

| 28 de junio de 2005, 20:30 | Marruecos | 0:3 (0:1) | Nigeria                              | Estadio Parkstad Limburg, Kerkrade                          |                                                             |
|                            |           | Reporte   | Taiwo 34' · Adefemi 70' · Ogbuke 75' | Asistencia: 17.000 espectadores Árbitro(s): Jorge Larrionda | Asistencia: 17.000 espectadores Árbitro(s): Jorge Larrionda |

#### Tercer lugar
| 2 de julio de 2005, 17:00 | Brasil                            | 2:1 (0:1) | Marruecos      | Estadio Galgenwaard, Utrecht                                      |                                                                   |
|                           | Fábio Santos 88' · Edcarlos 90+1' | Reporte   | Edcarlos 45+2' | Asistencia: 20.000 espectadores Árbitro(s): Luis Medina Cantalejo | Asistencia: 20.000 espectadores Árbitro(s): Luis Medina Cantalejo |

#### Final
| 2 de julio de 2005, 20:00 | Argentina      | 2:1 (1:0) | Nigeria          | Estadio Galgenwaard, Utrecht                            |                                                         |
|                           | Messi 40', 75' | Reporte   | Obasi Ogbuke 53' | Asistencia: 24.500 espectadores Árbitro(s): Terje Hauge | Asistencia: 24.500 espectadores Árbitro(s): Terje Hauge |

|                              |
| Bandera de Argentina         |
| Campeón Argentina 5.º título |

## Posiciones Finales

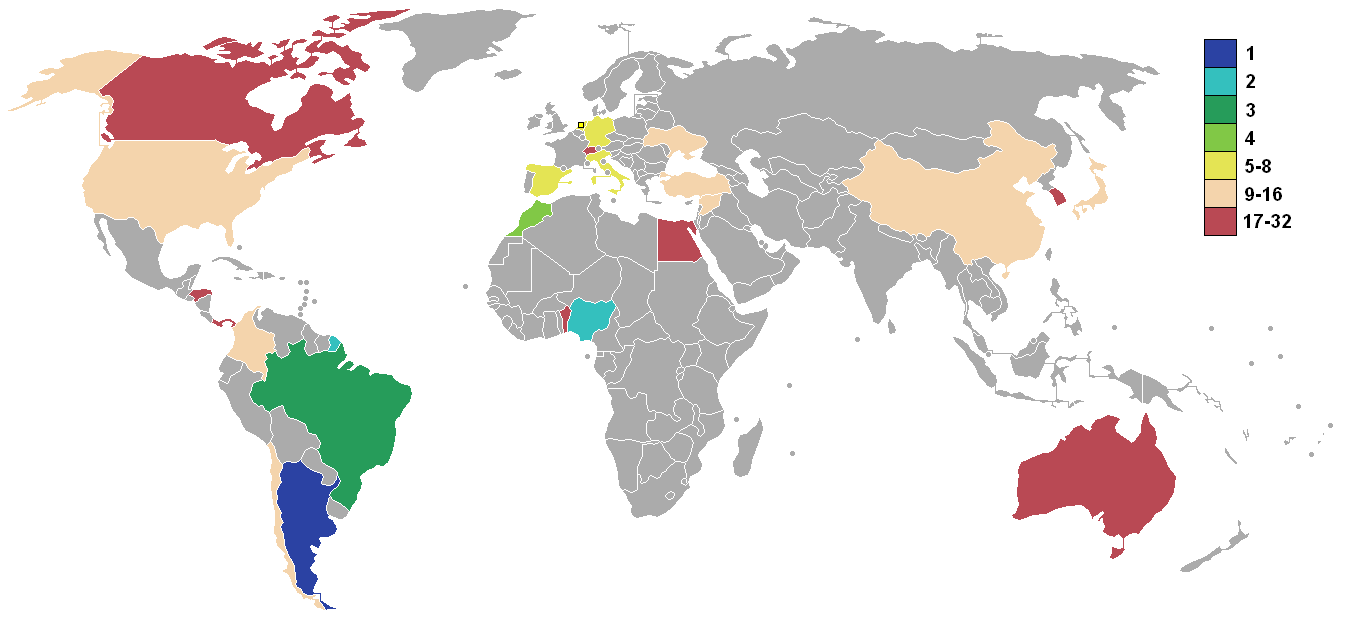
Mapa de los resultados de la Copa

| Equipo | Equipo         | Pts | PJ | PG | PE | PP | GF | GC | Dif |
| ------ | -------------- | --- | -- | -- | -- | -- | -- | -- | --- |
| 1      | Argentina      | 18  | 7  | 6  | 0  | 1  | 12 | 5  | +7  |
| 2      | Nigeria        | 11  | 7  | 3  | 2  | 2  | 10 | 5  | +5  |
| 3      | Brasil         | 16  | 7  | 5  | 1  | 1  | 9  | 4  | +5  |
| 4      | Marruecos      | 10  | 7  | 3  | 1  | 3  | 11 | 10 | +1  |
| 5      | Países Bajos   | 13  | 5  | 4  | 1  | 0  | 10 | 2  | +8  |
| 6      | España         | 12  | 5  | 4  | 0  | 1  | 17 | 4  | +13 |
| 7      | Italia         | 7   | 5  | 2  | 1  | 2  | 10 | 8  | +2  |
| 8      | Alemania       | 7   | 5  | 2  | 1  | 2  | 6  | 5  | +1  |
| 9      | Colombia       | 9   | 4  | 3  | 0  | 1  | 7  | 2  | +5  |
| 10     | China          | 9   | 4  | 3  | 0  | 1  | 11 | 7  | +4  |
| 11     | Estados Unidos | 7   | 4  | 2  | 1  | 1  | 3  | 3  | 0   |
| 12     | Ucrania        | 4   | 4  | 1  | 1  | 2  | 7  | 7  | 0   |
| 13     | Siria          | 4   | 4  | 1  | 1  | 2  | 3  | 5  | -2  |
| 14     | Turquía        | 4   | 4  | 1  | 1  | 2  | 4  | 7  | -3  |
| 15     | Chile          | 3   | 4  | 1  | 0  | 3  | 7  | 11 | -4  |
| 16     | Japón          | 2   | 4  | 0  | 2  | 2  | 3  | 5  | -2  |
| 17     | Corea del Sur  | 3   | 3  | 1  | 0  | 2  | 3  | 5  | -2  |
| 18     | Suiza          | 3   | 3  | 1  | 0  | 2  | 2  | 5  | -3  |
| 19     | Benín          | 2   | 3  | 0  | 2  | 1  | 2  | 3  | -1  |
| 20     | Australia      | 2   | 3  | 0  | 2  | 1  | 2  | 5  | -3  |
| 21     | Canadá         | 1   | 3  | 0  | 1  | 2  | 2  | 7  | -5  |
| 22     | Egipto         | 0   | 3  | 0  | 0  | 3  | 0  | 5  | -5  |
| 23     | Panamá         | 0   | 3  | 0  | 0  | 3  | 2  | 8  | -6  |
| 24     | Honduras       | 0   | 3  | 0  | 0  | 3  | 0  | 15 | -15 |

## Premios
| Balón de Oro        | Balón de Plata    | Balón de Bronce  |
| ------------------- | ----------------- | ---------------- |
| Lionel Messi        | John Obi Mikel    | Taye Taiwo       |
| Botín de Oro        | Botín de Plata    | Botín de Bronce  |
| Lionel Messi        | Fernando Llorente | Oleksandr Aliyev |
| 6 goles             | 5 goles           | 5 goles          |
| Premio al Fair Play |                   |                  |
| Colombia            |                   |                  |

| Jugador           | Selección | GF | AST | MIN |
| ----------------- | --------- | -- | --- | --- |
| Lionel Messi      | Argentina | 6  | 2   | 571 |
| Fernando Llorente | España    | 5  | 2   | 316 |
| Oleksandr Aliyev  | Ucrania   | 5  | 1   | 360 |
| Graziano Pellè    | Italia    | 4  | 1   | 462 |
| David Silva       | España    | 4  | 0   | 275 |
| Chen Tao          | China     | 3  | 1   | 353 |
| Mouhcine Iajour   | Marruecos | 3  | 1   | 557 |
| Chinedu Obasi     | Nigeria   | 3  | 0   | 457 |
| Pablo Zabaleta    | Argentina | 3  | 0   | 630 |